# Lumina de Duminică
Lumina de Duminică este un supliment săptămânal al ziarului Lumina. Cotidianul „Lumina” a apărut la Iași pe 7 februarie 2005. Săptămânalul „Lumina de Duminică” apare din 16 octombrie 2005.
Publicațiile „Lumina” sunt parte a Centrului de Presă „Basilica” al Patriarhiei Române. 